# Nasrullaganj
Nasrullaganj (o Nasrullahganj) è una suddivisione dell'India, classificata come nagar panchayat, di 17.240 abitanti, situata nel distretto di Sehore, nello stato federato del Madhya Pradesh. In base al numero di abitanti la città rientra nella classe IV (da 10.000 a 19.999 persone).

## Geografia fisica
La città è situata a 22° 40' 60 N e 77° 16' 0 E e ha un'altitudine di 288 m s.l.m..

## Società

### Evoluzione demografica
Al censimento del 2001 la popolazione di Nasrullaganj assommava a 17.240 persone, delle quali 9.271 maschi e 7.969 femmine. I bambini di età inferiore o uguale ai sei anni assommavano a 2.542, dei quali 1.415 maschi e 1.127 femmine. Infine, coloro che erano in grado di saper almeno leggere e scrivere erano 11.397, dei quali 6.844 maschi e 4.553 femmine.